# Петров, Андрей Павлович
Андре́й Па́влович Петро́в (2 сентября 1930, Ленинград, СССР — 15 февраля 2006, Санкт-Петербург, Россия) — советский и российский композитор, общественный деятель; народный артист СССР (1980), лауреат Государственной премии Российской Федерации (1995), двух Государственных премий СССР (1967, 1976) и Премии Президента Российской Федерации (2000), кавалер ордена Ленина (1983).

## Биография
Родился 2 сентября 1930 года в Ленинграде.
Во время Великой Отечественной войны вместе с семьёй был эвакуирован в Сибирь.
В эвакуации увлёкся литературой, сочинял рассказы, сам их иллюстрировал. Обучился игре на скрипке, но становиться музыкантом не предполагал.
Учился в  детской музыкальной школе Ленинска-Кузнецкого.
В 1944 году вернулся в Ленинград.
По словам А. Петрова, решение стать композитором принял в 1945 году под впечатлением от кинофильма «Большой вальс» о Штраусе.
Окончил ленинградское музыкальное училище имени Н. Римского-Корсакова (1945—1949), а затем ленинградскую консерваторию по классу композиции (1949—1954). Ученик О. А. Евлахова. Во время учёбы познакомился со своей будущей супругой Натальей.
Работал преподавателем в музыкальном училище. В 1954—1958 годах — редактор ленинградского отделения издательства «Музыка».
С 1955 года — член СК СССР (с 1965 — секретарь правления СК РСФСР и СК СССР). Долгие годы был председателем правления ленинградского отделения СК РСФСР (1964—1991).
Был инициатором и бессменным генеральным директором международного фестиваля «Петербургская музыкальная весна».
Член КПСС с 1957 года. Избран народным депутатом СССР, депутатом Верховного Совета РСФСР 7-го и 8-го созывов.
Скончался 15 февраля 2006 года после перенесённого ишемического инсульта в клинике нервных болезней военно-медицинской академии в Санкт-Петербурге.
Похоронен на Волковском кладбище Санкт-Петербурга в музее-некрополе «Литераторские мостки». Надгробие работы архитектора Вячеслава Бухаева создано в 2007 году.

### Семья
Дед — Пётр Кузьмич Ваулин (1870—1943), художник-керамист.
Отец — Павел Платонович Петров (1903—1969), врач-хирург.
Мать — Ольга Петровна Ваулина (1902—1996), художница.
Жена — Наталия Ефимовна Петрова (Фишкова) (родилась в 1931), журналистка.
- Дочь — Ольга Андреевна Петрова (родилась в 1956), композитор, соавтор некоторых произведений отца, Заслуженный деятель искусств Российской Федерации[7].
  - Внучка — Манана Гивиевна Гогитидзе (родилась в 1982), актриса, певица[8]
    - Правнук — Филипп Антонович Мошечков (родился в 2010)

  - Внук — Пётр, контрабасист филармонического оркестра[9]
    - Правнучка — Софико Петровна Гогитидзе (родилась в 2012)[10]

## Награды и звания
- Заслуженный деятель искусств РСФСР (1972)
- Народный артист РСФСР (1976)
- Народный артист СССР (1980)
- Государственная премия СССР (1967) за песни, написанные в 1964—1965 годах: «Песня о моём отце», «Голубые города», «Песня о друге», «На кургане», «Я шагаю по Москве»
- Государственная премия СССР (1976) за оперу «Пётр Первый» в ленинградском театре оперы и балета им. С. М. Кирова
- Государственная премия Российской Федерации в области литературы и искусства (1995) за симфонию-фантазию «Мастер и Маргарита» и концерт для фортепиано с оркестром
- Премия Президента Российской Федерации в области литературы и искусства (2000)[11]
- Орден «За заслуги перед Отечеством» III степени (2005) за большой вклад в развитие отечественной музыкальной культуры и многолетнюю творческую деятельность[12]
- Орден «За заслуги перед Отечеством» IV степени (2000) за большой личный вклад в развитие отечественного музыкального искусства[13]
- Орден Ленина (1983) за заслуги в развитии советского музыкального искусства и в связи с 200-летием ленинградского государственного академического театра оперы и балета имени С. М. Кирова[14]
- Орден Трудового Красного Знамени (1967)
- Медаль «За трудовое отличие» (1957) в ознаменование 250-летия Ленинграда, отмечающая заслуги трудящихся города в развитии промышленности, науки и культуры[15]
- Премия президента Белоруссии «Через искусство — к миру и взаимопониманию» (Белоруссия, 2005)
- Кинопремия «Ника» (1992) за музыку к фильму «Небеса обетованные»
- Кинопремия «Золотой овен» (1997) за заслуги в отечественном кинематографе
- V Кинофестиваль «Виват кино России!» в Санкт-Петербурге (приз за вклад в киноискусство, 1997)
- Премия «Золотой Остап» (1998)
- Кинопремия «Ника» (2000) за музыку к фильму «Хрусталёв, машину!»
- ОРКФ «Кинотавр» в Сочи (приз Таривердиева за лучшую музыку к фильму («Бедный, бедный Павел», 2003)
- Премия «Золотой орёл» (2003) за лучшую музыку к фильму «Бедный, бедный Павел»
- Международная премия «Балтийская звезда» в номинации «Память» (2009, посмертно)[16]
- Кинофестиваль «Виват кино России!» в Санкт-Петербурге (специальный приз «Немеркнущая зрительская любовь» (посмертно), 2006)
- Почётная премия РАО за вклад в развитие науки, культуры и искусства[17]
- Премия «Хрустальный Аполлон»
- Приз «Золотой диск» фирмы «Мелодия»
- Кавалер Золотого Почётного знака «Общественное признание» (2000)
- Почётный гражданин Санкт-Петербурга (постановление законодательного собрания Санкт-Петербурга № 104 от 22 мая 1998)
- Президент Санкт-Петербургского филармонического общества (с 1992)
- Президент Санкт-Петербургской ассоциации содействия культуре
- Почётный доктор санкт-петербургского гуманитарного университета
- Почётный член Российской академии художеств
- Действительный член национальной академии кинематографических искусств и наук России
- Действительный член российской академии кинематографических искусств «НИКА»
- Член совета попечителей Санкт-Петербургского английского клуба
- Член исполкома конгресса Петербургской интеллигенции
- Член президиума общественного совета Санкт-Петербурга
- Председатель жюри всероссийского конкурса юных композиторов «Хрустальный камертон»
- Председатель Санкт-Петербургского конкурса «Весна романса»
- Почётный профессор Санкт-Петербургской консерватории (2002)[18]

## Творческая деятельность
В своем творчестве развивал традиции русской классической музыки.  Шостакович писал о Петрове: «Меня восхищает его плодотворная работа в разнообразных жанрах. А. Петров обладает яркой композиторской индивидуальностью….»
Творчество композитора включает множество жанров, от эстрадных песен до крупных симфонических полотен, балетов, опер, инструментальных концертов. А многие отечественные фильмы своей долгой экранной жизнью обязаны его музыке.
Композитор заявил о себе сразу и ярко симфонической поэмой «Радда и Лойко», исполненной в Большом зале ленинградской филармонии и позже — балетом «Берег надежды», который был поставлен в Театре оперы и балета им. С. Кирова. Здесь же состоялись премьеры всех его крупных музыкально-сценических произведений.
Затем в течение многих лет интерес композитора сосредоточился на киномузыке и песне. В короткий срок он стал в этой области признанным мастером, а созданные мелодии для фильмов: «Человек-амфибия», «Я шагаю по Москве», «Берегись автомобиля», «Голубые города», «Путь к причалу» («Песня о друге») обрели всенародную популярность. Написал музыку к 12 фильмам Эльдара Рязанова, 5 фильмам Георгия Данелия, к фильмам Владимира Хотиненко, Алексея Германа и других режиссёров.
В 1967 году им была сочинена и поставлена оперетта «Мы хотим танцевать». Впоследствии он обращался к этому жанру, создавая совместно с дочерью Ольгой Петровой мюзиклы «Капитанская дочка» (для Бостонской консерватории, США), «Синяя птица» (Театр «Рок-опера»). Широкое признание композитору принесли его работы для музыкального театра, прежде всего  для балета «Сотворение мира» на темы Ветхого Завета (по мотивам крупнейшего произведения Эффеля — сборника «Сотворение мира», вдохновившего также и Исидора Штока написать пьесу «Божественная комедия»). Этот балет был поставлен на десятках отечественных и зарубежных сцен, а оркестровые фрагменты из него, объединённые автором в сюиты, вошли в постоянный филармонический репертуар.
Относительно поздно пришёл композитор к опере. В 1975 году им была создана опера «Пётр Первый». Затем последовали балет «Пушкин» и опера-феерия «Маяковский начинается». Эти три сочинения образуют музыкально-сценический цикл, посвящённый великим сыновьям России.
Далее были написаны симфонические опусы: Скрипичный концерт, фантастическая симфония «Мастер и Маргарита», Фортепианный концерт. И опять композитор вернулся к написанию песен, эстрадным пьесам, музыке к фильмам («Служебный роман», «Осенний марафон», «Жестокий романс», «О бедном гусаре замолвите слово»), музыке к телесериалу «Петербургские тайны».
Композитор сотрудничал с международным театральным «Центром Юджина О`Нила», находящимся в США. Премьера совместной с бродвейским коллективом постановки мюзикла «Капитанская дочка» состоялась в 2002 году в США и в марте 2003 года в России. В ноябре 2005 года композитор представил слушателям симфонию-фантазию «Прощание с…». «Это не реквием, это воспоминание о том прекрасном, с чем, к сожалению, приходится прощаться», — сказал Андрей Петров в одном из интервью накануне своего юбилея.

## Основные сочинения

### 1. Произведения для музыкального театра
1956 — «Станционный смотритель», балет
1959 — «Берег надежды», балет
1961 — «Жили три студента», оперетта (совместно с А. Черновым)
1967 — «В ритме сердца», («Мы хотим танцевать»), мюзикл
1971 — «Сотворение мира», балет
1975 — «Пётр Первый», музыкально-драматические фрески (опера)
1978 — «Пушкин. Размышления о поэте», балет
1983 — «Маяковский начинается», опера-феерия
1987 — «Мастер и Маргарита», балет
2001 — «Капитанская дочка», мюзикл (совместно с Ольгой Петровой)

### 2. Оркестровые и вокально-оркестровые произведения
1950 — «Пионерская сюита» для оркестра
1953 — «Спортивная сюита» для оркестра
1954 — «Радда и Лойко», симфоническая поэма
1955 — Праздничная увертюра
1957 — «Поэма о пионерке» (к 40-й годовщине Великой Октябрьской социалистической революции, сл. Э. Г. Багрицкого), романтическая поэма для меццо-сопрано и симфонического оркестра
1958 — «Последняя ночь», для сопрано, меццо-сопрано и симфонического оркестра (сл. В. Б. Азарова)
1959 — Сюита из балета «Берег надежды»
1962 — «Зори Октября», песня-кантата для голоса с оркестром
1964 — «Песни наших дней», симфонический цикл
1966 — «Поэма» (Памяти погибших в годы блокады Ленинграда)
1968 — Первая сюита из балета «Сотворение мира»
1969 — Вторая сюита из балета «Сотворение мира»
1972 — «Пётр Первый», вокально-симфонические фрески (оратория)
1973 — «Песнь о моей стране», стихи Г. Горбовского
1975 — Третья сюита из балета «Сотворение мира»
1977 — «Пушкин», вокально-поэтическая симфония
1977 — «Революцию славлю», стихи М. Дудина
1980 — «Песнь о Ленинской партии», стихи М. Дудина
1983 — Концерт для скрипки с оркестром
1985 — «Мастер и Маргарита», симфония-фантазия
1987 — Концертино-Буфф для камерного оркестра
1988 — Романтические вариации для симфонического оркестра
1989 — Концерт для фортепиано с оркестром
1990 — «Русь колокольная» для симфонического оркестра
1995 — «Время Христа», симфония с хором
1996 — «Vivat, Olympus!», симфоническая увертюра
2000 — «Блистательный Санкт-Петербург», музыка для симфонического оркестра
2002 — «Уличные мелодии в смокингах», симфонические транскрипции мелодий из кинофильмов. Сюита
2002 — «Синяя птица», симфоническая фантазия
2005 — «Прощание с…» для симфонического оркестра
2006 — «Если звёзды зажигают», вокально-поэтическая сюита для баса, чтеца и симфонического оркестра

### 3. Камерные вокальные и инструментальные произведения
1952 — Романсы на стихи башкирских поэтов X. Карима и М. Карима
1956 — «Ноктюрн»
1956 — «Простые песни», вокальный цикл (сл. Дж. Родари)
1958 — «Цыганская рапсодия» для скрипки и фортепиано
1960 — «Грустный вальс» для скрипки и фортепиано
1961 — Пять весёлых песен
1961 — «В оркестре появился новый скрипач» для скрипки и фортепиано
1961 — «Тройка» для эстрадного оркестра
1965 — «Русский сувенир», сюита для эстрадного оркестра
1969 — «Патетическая поэма» (памяти В. И. Ленина) для баса, 2-х флейт и ударных
1970 — «Гимн Ленину» для солистов, хора и фортепиано
1987 — Memoria для скрипки и камерного ансамбля
1993 — Струнный квартет
1998 — «Я шагаю по Бродвею», пьеса для контрабаса и фортепиано
2002 — «Ex profundis memoriae» («Из глубин памяти»), струнный квартет № 2
Эстрадные песни: «Баллада о рыбаке» (из фильма «Человек-амфибия», сл. Ю. В. Друниной, 1960), «Песня о друге» (из фильма «Путь к причалу», сл. Г. Поженяна, 1961), «Звезды в кондукторской сумке» (сл. Л. В. Куклина, 1962), «Я шагаю по Москве» (из одноимённого фильма, сл. Г. Ф. Шпаликова, 1962), «Голубые города» (из фильма «Два воскресенья», сл. Л. В. Куклина, 1962), «На кургане» (из фильма «Принимаю бой», сл. Ю. В. Друниной, 1963), «А люди уходят в море» (сл. Ю. И. Панкратова, 1965), «Песня о моей стране» (сл. Г. Я. Горбовского, 1972) и др.

### 4. Музыка к драматическим спектаклям
1959—1960 — «Бегущая по волнам» по А. Грину
1964 — «Ромео и Джульетта» У. Шекспира
1966 — «Жизнь Сент-Экзюпери» Л. Малюгина
1969 — «Болдинская осень» Ю. Свирина
1971 — «Легенда об Уленшпигеле» по Ш. де Костеру
1972 — «Вишнёвый сад» А. Чехова
1976 — «Беседы с Сократом» Э. Радзинского
1986 — «Иван»
1992 — «Гамлет» У. Шекспира
1993 — «Отелло» У. Шекспира
1995 — «Три сестры» А. Чехова
1996 — «Фома»
1997 — «Яма» по А. Куприну
2001 — «Шут Балакирев» Г. Горина.

## Фильмография

### Композитор
- 1961 — Мишель и Мишутка
- 1961 — Человек-амфибия
- 1962 — Третий тайм
- 1962 — Путь к причалу
- 1962 — Станционный смотритель (фильм-спектакль)
- 1963 — Два воскресенья
- 1963 — Я шагаю по Москве
- 1963 — Принимаю бой (стихи Юлии Друниной)
- 1964 — Весеннее настроение (фильм-спектакль) (совм. с др.)
- 1964 — Когда песня не кончается (совм. с др.)
- 1964 — Зайчик
- 1964 — Свет далёкой звезды
- 1965 — Давайте знакомиться: месяц Май (фильм-спектакль) (совм. с др.)
- 1965 — Жизнь Галилея (фильм-спектакль)
- 1965 — Тридцать три
- 1966 — Берегись автомобиля
- 1966 — Маленькие трагедии (фильм-спектакль) (совм. с Д. Шостаковичем; музыка песни Лауры)
- 1966 — Зелёный кузнечик (фильм-спектакль)
- 1967 — Его звали Роберт
- 1967 — Попутного ветра, «Синяя птица» (совм. с Б. Адамичем)
- 1968 — Зигзаг удачи
- 1968 — Старая, старая сказка
- 1969 — Внимание, черепаха!
- 1970 — Мой добрый папа
- 1971 — Старики-разбойники
- 1972 — Андрей Петров (документальный)
- 1972 — Укрощение огня
- 1972 — Жизнь Сент-Экзюпери (фильм-спектакль)
- 1973 — 12 писем из Дальногорска (фильм-спектакль)
- 1973 — Совсем пропащий
- 1973 — Здесь наш дом
- 1975 — Виват, Россия! (фильм-спектакль)
- 1976 — Синяя птица
- 1976 — Весёлое сновидение, или Смех и слёзы
- 1977 — Белый Бим Чёрное ухо
- 1977 — Служебный роман
- 1977 — Личное счастье
- 1978 — Ленинград (документальный) (используемая музыка)
- 1978 — Право первой подписи
- 1978 — Пушкин (документальный)
- 1979 — Гараж
- 1979 — Выстрел в спину
- 1979 — Осенний марафон
- 1980 — О бедном гусаре замолвите слово
- 1981 — Кольцо из Амстердама
- 1981 — Спасибо за нелётную погоду (используемая музыка) (совм. с др.)
- 1982 — Адам и Ева (фильм-спектакль)
- 1982 — Вокзал для двоих
- 1982 — Солнечный ветер
- 1983 — Тревожный вылет
- 1984 — Европейская история
- 1984 — Жестокий романс (романс «А цыган идёт»)
- 1984 — Иван Павлов. Поиски истины
- 1985 — Батальоны просят огня
- 1985 — Встретимся в метро
- 1985 — Голубые города
- 1985 — Завещание
- 1986 — Последняя дорога
- 1987 — Забытая мелодия для флейты
- 1987 — Загон
- 1987 — Осенние сны
- 1987 — Пушкин (фильм-спектакль)
- 1988 — Будни и праздники Серафимы Глюкиной
- 1988 — Благородный разбойник Владимир Дубровский
- 1989 — Бродячий автобус
- 1989 — Из жизни Фёдора Кузькина
- 1989 — Беспредел
- 1989 — Победительница (фильм-спектакль) (используемая музыка) (совм. с О. Петровой)
- 1989 — Сто солдат и две девушки
- 1990 — Собачий пир
- 1991 — Небеса обетованные
- 1991 — Дело Сухово-Кобылина
- 1991 — Дело
- 1991 — Собачье счастье
- 1991 — Шкура
- 1992 — Полёт ночной бабочки
- 1992 — Чайка (короткометражный)
- 1992 — Странные мужчины Семёновой Екатерины
- 1993 — Балерина (совм. с О. Петровой)
- 1993 — Настя
- 1993 — Предсказание
- 1993 — Серые волки
- 1994—1995 — Петербургские тайны (совм. с О. Петровой)
- 1996 — Привет, дуралеи!
- 1997 — Царевич Алексей
- 1998 — Хрусталёв, машину!
- 2000 — Старые клячи
- 2000 — Луной был полон сад
- 2001 — Саломея (не был завершён) (совм. с О. Петровой)
- 2003 — Бедный, бедный Павел
- 2003 — Ключ от спальни
- 2004 — Страна Данелия (документальный) (совм. с Г. Канчели)
- 2005 — Чёрный принц
- 2005 — Небесная жизнь
- 2006 — Столыпин... Невыученные уроки
- 2007 — Свет мой
- 2007 — Берегись автомобиля (из документального цикла «Фильм про фильм» (используемая музыка) (совм. с др.)
- 2009 — Пой, песня моя! Композитор Андрей Петров (документальный) (используемая музыка)
- 2009 — Музыка жизни (документальный) (используемая музыка)
- 2010 — Андрей Петров. Гений музыки для всех (документальный) (используемая музыка)
- 2011 — Служебный роман. Наше время (используемая музыка)

### Роли
- 1965 — Семь советских песен (документальный) — интервью
- 1977 — Лирические песни Микаэля Таривердиева (короткометражный) — рассказ о творчестве М. Таривердиева и его песнях
- 1985 — Голубые города — композитор (в эпилоге)

### Участие в фильмах
- 1972 — Андрей Петров (документальный)
- 1972 — Сотворение музыки (документальный)
- 1974 — Споёмте, друзья… Василий Соловьёв-Седой (документальный)
- 1978 — Ленинград (документальный)
- 1980 — Андрей Петров: «Нужна хорошая мелодия» (документальный)
- 1981 — Мурад Кажлаев. Ритмы и годы (документальный)
- 1983 — И каждый вечер в час назначенный… (документальный)
- 1987 — …Всё, что на сердце у меня… (документальный)
- 1988 — Актёры и роль (документальный)
- 1988 — Времена не выбирают (документальный)
- 1993 — Вы помните (документальный)
- 1997 — Воспоминание (документальный)
- 2001 — «Человек-амфибия» 40 лет спустя (документальный)
- 2004 — Божественная Гликерия (документальный)
- 2005 — Как создать хит? Композитор Андрей Петров (документальный)

## Память
- В 2007 году основан фонд сохранения и развития творческого наследия композитора Андрея Павловича Петрова[20]
- Театрально-концертный зал Санкт-Петербургского Гуманитарного университета профсоюзов носит имя композитора[21][22]
- малая планета (4785) Petrov, открытая 17 декабря 1984 года астрономом крымской астрофизической обсерватории Карачкиной названа фамилией композитора[23]
- Установлен бюст (скульптор Ястребенецкий) 1 сентября 2005 года в Санкт-Петербургском Гуманитарном университете профсоюзов (ул. Фучика, д. 15).[24]
- Установлена мемориальная доска (архитектор В. И. Бухаев) 21 мая 2007 года по адресу Санкт-Петербург, 4-я линия Васильевского острова, д. 17, где жил композитор.[25]
- Снят документальный фильм «Андрей Петров. Нужна хорошая мелодия» (1980, режиссёр — В. Доценко) на творческом объединении «Экран» к 50-летию композитора.[26][27][28]

### Всероссийский конкурс композиторов им. А. Петрова
Конкурс композиторов проводят ежегодно в начале осени. Начало конкурса — в день рождения композитора, 2 сентября.
Учредители: филармоническое общество и союз композиторов Санкт-Петербурга, российское авторское общество и фонд «Петербургское наследие и перспектива».
Первый конкурс прошёл в рамках фестиваля «Почётные граждане Санкт-Петербурга» и начался на Литераторских мостках Волковского кладбища  2 сентября 2007 года. На могиле композитора был открыт надгробный памятник и в тот же день на территории Петропавловской крепости прошёл концерт памяти композитора. Торжественное открытие конкурса состоялось в Большом зале филармонии имени Дм. Шостаковича. Награждение лауреатов и дипломантов, а также финальный гала-концерт состоялись 9 сентября 2007 года.

### Сад Андрея Петрова
На Каменноостровском проспекте в Санкт-Петербурге между домами 26—28 и 32 был создан сад Андрея Петрова. Этот участок, предназначавшийся под застройку был озеленён силами горожан при личном участии композитора. 29 января 2007 года скверу было присвоено имя Андрея Петрова. В 2008 году сквер был реконструирован и благоустроен (при участии Наталии Ефимовны Петровой, вдовы композитора; автор архитектурной концепции сквера — А. А. Трумм), в сквере разместили фонтан и скульптурную композицию «Первая скрипка» — 8 скульптур, символизирующих миссию композитора. Эта площадка предназначена для концертов, фестивалей, музыкальных конкурсов. Официальное открытие сада после благоустройства состоялось 27 июня 2008 года; официальное открытие скульптурной композиции — 2 сентября 2008 года.

### Музыкальная школа им. А. Петрова
23 апреля 2007 года одной из старейших музыкальных школ Санкт-Петербурга — образовательному учреждению «Санкт-Петербургская детская музыкальная школа № 2» было присвоено имя Андрея Петрова.

### Стипендия им. А. Петрова
22 мая 2007 года постановлением правительства Санкт-Петербурга была учреждена стипендия имени А. Петрова для студентов государственных образовательных учреждений высшего и среднего профессионального образования, ведущих подготовку специалистов в области музыкального искусства.

### Книги
В 2005 году издательство «Культ Информ Пресс» (Санкт-Петербург) выпустило книгу Наталии Петровой «Андрей Петров. От Шостаковича до Шевчука» (из ненаписанного дневника). Книгу открывают предисловия: от режиссёра Георгия Данелия, автора книги Наталии Петровой и самого Андрея Павловича.
В 2010 году в Санкт-Петербурге была издана книга «Ваш Андрей Петров. Композитор в воспоминаниях современников». Книга, вышедшая к 80-летию со дня рождения почётного гражданина Санкт-Петербурга, написана на основе более 50 встреч и бесед автора-составителя, обозревателя ИТАР-ТАСС О. Сердобольского с друзьями, творческими соратниками, коллегами и родственниками композитора. Издание удостоено премии «Золотое перо-2010».
- О. М. Сердобольский. «Ваш Андрей Петров. Композитор в воспоминаниях современников». — Издательство Ивана Лимбаха / ИП Князев, 2010. — 378 с. — ISBN 9785890591463. ISBN 5890591460

- - Коллектив авторов. «Ваш Андрей Петров. Композитор в воспоминаниях современников» / Составитель: Олег Сердобольский. — Издательство Ивана Лимбаха, 15.01.2021. — ISBN 9785457903845. ISBN 5457903842
- Петров Андрей Павлович. Андрей Петров. Сборник статей. — Музыка, 1981.
- Н. Е. Петрова. Андрей Петров. От Шостаковича до Шевчука. Из ненаписанного дневника. — Культ-информ-пресс, 2005.
- Л. С. Мархасев. Андрей Петров, знакомый и незнакомый. — Музыка. Ленинградское отделение, 1974.
- О. С. Новикова. Андрей Павлович Петров. Нотографический справочник. — Музыка, Ленинградское отделение (Ленинград), 1976. — 54 с.